# Sarson da saag

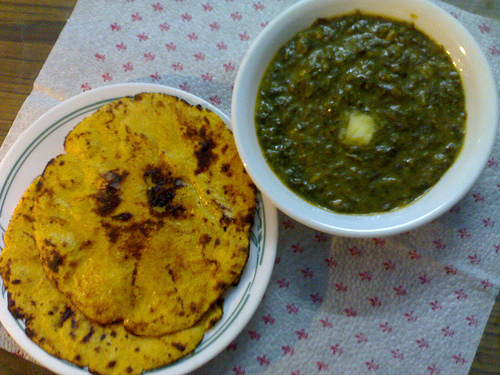
Curry sarson da saag típico de la región del Punjab en la India y Pakistán.

Sarson da saag (Sarson ka saag, en Hindi, Urdu) es un tipo popular de curry propio de la región de Punjab de Pakistán e India preparado con hojas de mostaza (sarson) y especias.
Es considerado el modo tradicional de preparar saag y tradicionalmente se lo sirve con makki di roti, que literalmente significa pan de maíz (sin levar). Se lo puede complementar con manteca (blanca sin procesar o amarilla procesada) o más tradicionalmente con ghee (mantequilla clarificada). Se puede agregar un poco de espinaca (denominada palak en Punjabi) para darle color y hacerlo algo más espeso, aun si esto altera en cierta medida su sabor.